# شهرك فجر (سلطان أباد)
شهرك فجر (بالفارسية: شهرک فجر) هي منطقة سكنية تقع في إيران في قسم سلطان أباد الريفي. يقدر عدد سكانها بـ 108 نسمة بحسب إحصاء 2016.